# 에리히 멘델손
에리히 멘델손(Erich Mendelsohn, 1887년 3월 21일 ~ 1953년 9월 15일)은 독일의 건축가이며, 1920년대 그의 표현주의 건축, 그리고 백화점, 영화관을 위한 그의 프로젝트에 동적 기능주의를 개발한 것으로 알려져 있다.
아렌슈타인 출신이며, 베를린과 뮌헨에서 수업한 뒤 1915년 베를린에서 건축사무소를 열었다. 그의 <아인슈타인탑(塔)>(포츠담 1921)은 표현주의 건축의 작품으로 유명하다. 1926년부터 1930년에 걸쳐 뉘른베르크, 슈투트가르트 그리고 켐니츠에 세운 <쇼켄 백화점>은 그의 대표적인 건축작품이다. 1933년 나치스에게 쫓겨 국외로 탈출하여 런던과 예루살렘을 거쳐 샌프란시스코에 정주하게 되었으며 시민권도 취득하였다. 만년에 이르러 '시나고그'(유대인 집회소)에 자주 드나들었다고 한다. 또한 브루노 타우트(1880∼1938)의 1921년 마구데부르크시(市)의 색채도시 계획도 표현주의 건축의 예로 알려져 있으며, 타우트는 1925년부터 1933년까지 베를린에서 많은 지트룬그(집합주택)을 설계하였다.